# Kawasaki Ki-102
Kawasaki Ki-102 (oznaczenie aliantów „Randy”) – szturmowa wersja dwusilnikowego ciężkiego myśliwca Ki-96 produkowana przez Kawasaki i używana w okresie II wojny światowej przez Japonię. Do końca wojny wyprodukowano 238 egzemplarzy samolotu.